# Saraiu
Saraiu (antiguamente también Eni-Sarai) es una comuna rumana del condado de Constanța.

## Geografía
La comuna se encuentra en la región de Dobruja septentrional.

## Historia
Hacia finales del siglo XIX la comuna, que ya por entonces pertenecía al condado de Constanța, estaba compuesta por las localidades de Eni-Sarai, Balgiu, Carapelit y Dulgheru y tenía contabilizada una población, principalmente rumana, de 2149 habitantes.
En la segunda mitad del siglo XX había pasado a estar formada por las localidades de Saraiu, Dulgheru y Stejaru. En el censo de 2021 la comuna tenía una población de 1082 habitantes.